# Bybit
Bybit, также ByBit — биржа криптовалют, основанная в 2018 году. Головной офис Bybit находится в Дубае, Объединённые Арабские Эмираты.

## История
Bybit была основана Беном Чжоу в марте 2018 года. как платформа для деривативов на криптовалюту, предоставляющая трейдерам бессрочные контракты. Bybit работает во всем мире, за исключением США, материкового Китая, Сингапура, провинции Квебек (Канада) и некоторых других юрисдикций.
Bybit запустила спотовую торговлю 15 июля 2021 года.

### Игнорирование санкций
6 октября 2022 года Европейский Союз принял восьмой пакет антироссийских санкций. Ряд ограничений включает в себя запрет на все криптовалютные кошельки, счета и хранение криптоактивов россиян, независимо от суммы (ранее была разрешена сумма в 10 тысяч евро). Однако криптовалютная биржа Bybit отказалась вводить ограничения для российских пользователей после того, как Валютное управление Сингапура (MAS) заявило, что пророссийские группы используют криптоплатформы для сбора средств на финансирование российской армии. Официальная позиция Bybit выглядит следующим образом: «Мы заняли полностью нейтральную позицию, поскольку Bybit не находится под юрисдикцией Российской Федерации или Европы, поэтому мы остаемся лояльными и поддерживаем всех пользователей, не блокируя счета, если они не нарушают правила биржи».

### Взлом биржи
21 февраля 2025 года Bybit подверглась масштабной хакерской атаке. Злоумышленники получили доступ к одному из холодных кошельков Ethereum биржи, похитив более 400 000 ETH, что эквивалентно примерно 1,5 млрд долларов США.
Генеральный директор Bybit Бен Чжоу подтвердил факт взлома и заявил, что остальные кошельки и средства пользователей остаются в безопасности. Вывод средств для клиентов продолжается в штатном режиме.
По мнению экспертов по кибербезопасности ФБР, атака связана с северокорейской хакерской группировкой Lazarus, которая ранее совершала крупные взломы в криптовалютной индустрии. Похищенные средства были распределены по нескольким адресам, что затрудняет их отслеживание.
Этот инцидент стал крупнейшим хищением в истории криптовалют, превзойдя рекордный взлом платформы Poly Network в 2021 году, когда было украдено 611 млн долларов. Bybit заверяет, что все клиентские активы обеспечены в соотношении 1:1, и биржа остается платежеспособной, несмотря на понесенные потери. В настоящее время ведется расследование инцидента, и биржа сотрудничает с экспертами по блокчейн-безопасности для отслеживания и возможного возврата похищенных средств.